# Серге

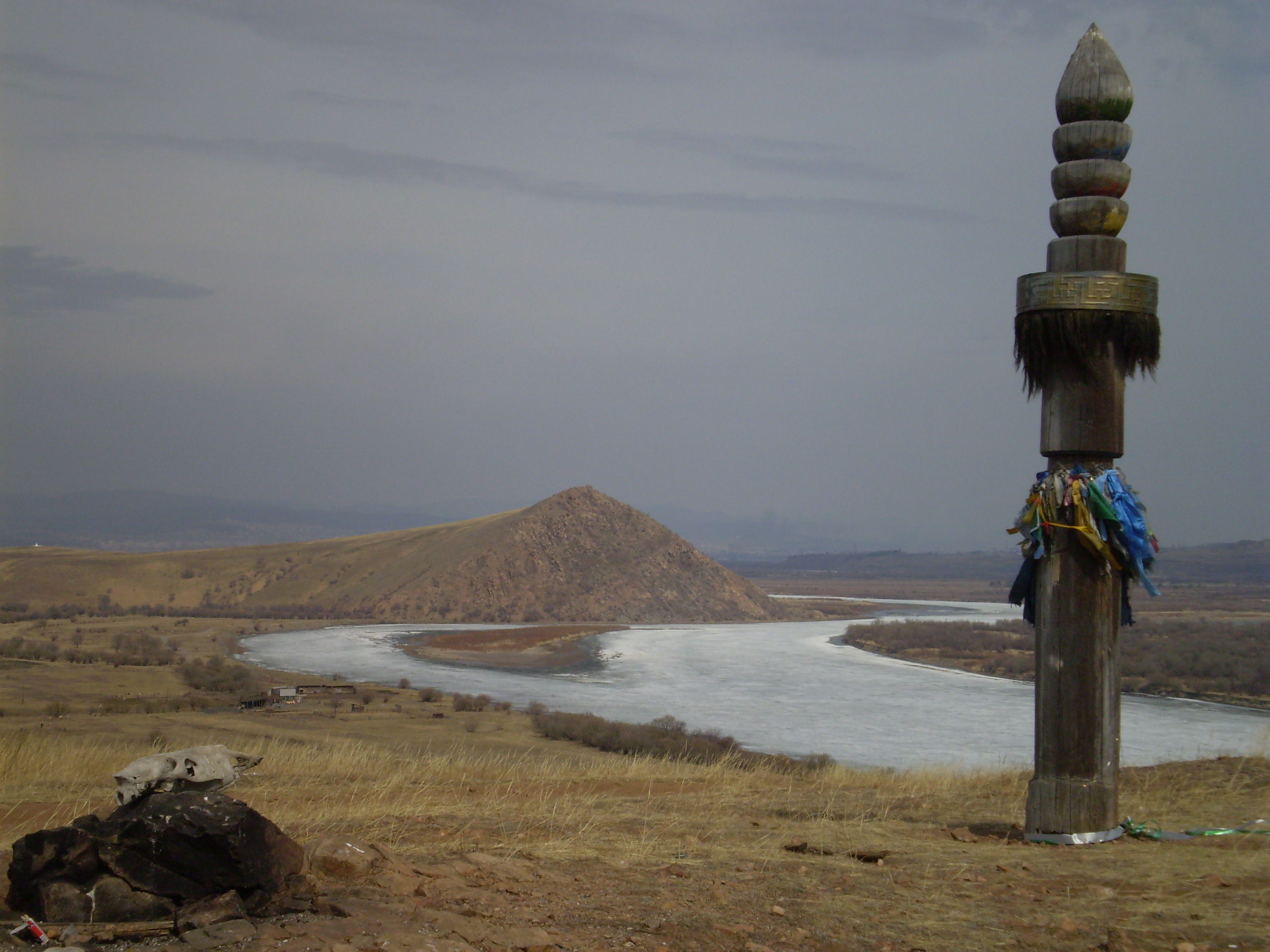
Серге на «Стоянці Гесера» над річкою Селенга.

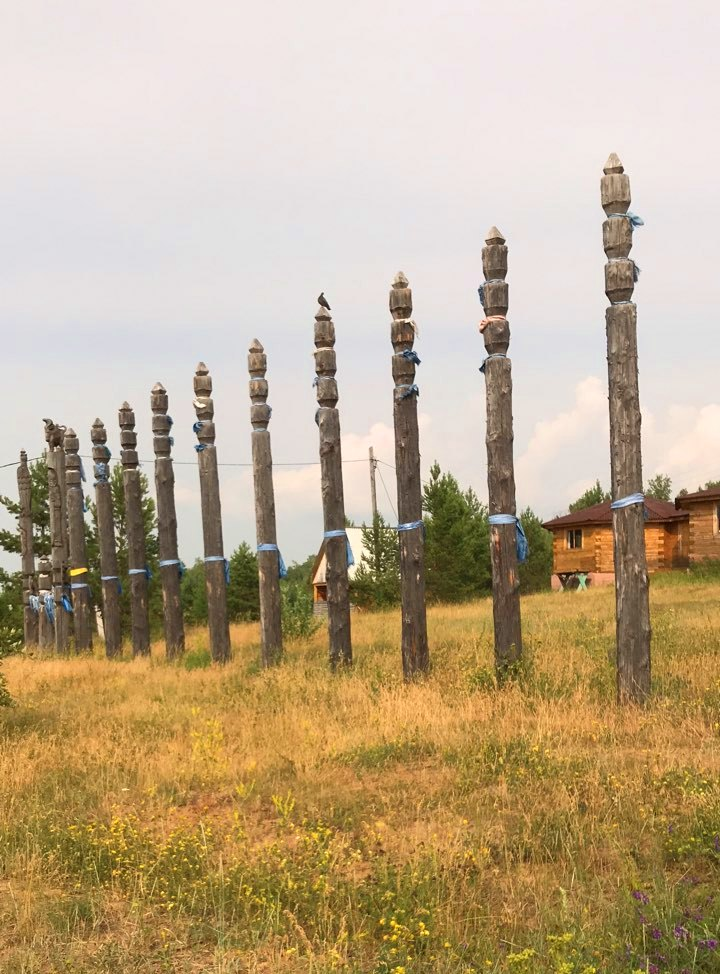
Серге на березі озера Байкал. Бурятія

Серге (бур. сэргэ — «конов'язь») — ритуальні конов'язні стовпи і дерева у бурятів, якутів, алтайців та інших споріднених народів.
Серге означає, що в місцевості, де його встановлено, є господар. Ставиться у вигляді стовпа біля юрти, біля воріт будинку («поки стоїть серге — сім'я жива»). Вважається, що не можна руйнувати серге — воно має саме стати непридатним для використання.
Серге пов'язане з культом коня — до нього прив'язували коней господарі та гості, а також воно є символом дерева життя, світового дерева, що поєднує три світи. На стовпі вирізблюються три горизонтальні канавки. Верхня призначена для прив'язування коней небожителів верхнього світу, середня — для коней людей, і нижня — для коней підземного світу.
У минулому серге встановлювалися біля кожної юрти, а також під час посвяти шамана (обряд шанар). У місцях поховання шаманів встановлювалися дуже високі серге — для конов'язів богів і духів. Також на місці поховання шаманів встановлювалися серге у вигляді кам'яних обелісків (оленів камінь). Найвідоміший із таких каменів — Алтан-Серге («Золота конов'язь»), знаходиться в Гусиноозерському дацані.

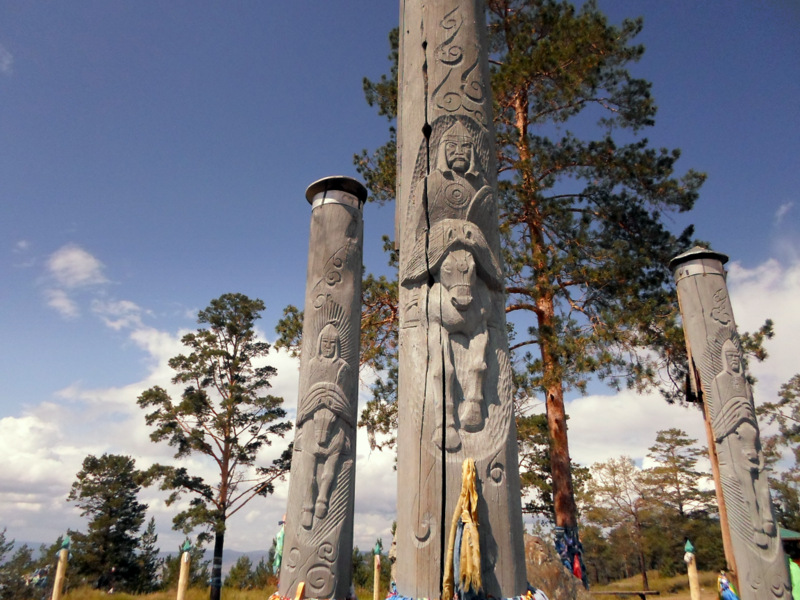
Стоянка Гесера на перевалі хребта Моностой

## Цікаві факти
- У вересні 2007 року в московському музеї-заповіднику Коломенське було встановлено знак у вигляді серге на честь 375-річчя входження Якутії до складу Російської держави[1].
- У жовтні 2009 року у Франції якутська діаспора встановила серге у долині Шампань.
- 2019 року серге було встановлено в Музеї народного побуту Литви на згадку про депортацію литовців до Арктики.